# Pietro Metastasio
Pietro Antonio Domenico Trapassi – kendt under pseudonymet Metastasio – (født 3. januar 1698 i Rom, død 12. april 1782 i Wien) var en italiensk digter og librettist.

## Biografi
Metastasios forældre var Felice Trapassi fra Assisi og Francesca Galasti fra Bologna. Efter militær karriere i de pavelige tropper etablerede faderen sig som grønthandler i Via dei Cappellari i Rom. Parret havde desuden to døtre og yderligere en søn.
Allerede som barn kunne Pietro fremsige digte spontant. Ved en sådan lejlighed blev han i 1709 opdaget af bl.a. Giovanni Vincenzo Gravina, der var berømt for sin juridiske og litterære dannelse. Gravina blev så begejstret over den lille Pietros charme og talent, at han med forældrenes billigelse adopterede drengen få uger senere. Det var Gravina, der gav den 11-årige dreng kunstnernavnet Metastasio.
Han regnes som en af grundlæggerne af genren opera seria.
Af Metastasio kendes over 60 lyriske tragedier og librettoer samt et stort antal kantater, oratorier, canzonetter, sonetter, elegier m.m. Tidens ypperste komponister Pergolesi, Durante, Jommelli, Leo, Paisiello, Hasse, Porpora, Scarlatti, Vinci og Gluck satte musik til hans tekster.